# Митякино (Рязанская область)
Митя́кино — село в Михайловском районе Рязанской области России.

## Название
Название селения произошло от фамилии землевладельца Митякина.

## География
Село находится на левом берегу р. Глинка (приток Прони), в 6 км к западу от п. Заря, в 31 км к юго-востоку от г. Михайлова.

## История
В 1594 году уже упоминается как пустошь Моржевского стана. Пустошью оно было вплоть до 1676 года, когда здесь была поставлена Казанская церковь и Митякино стало именоваться «селом новым».
В 1850 г. в селе было 5 помещиков, среди которых Крапоткин, Хомяков.
В 1858 Митякино было деревней и состояло из 3 общин.
До 1924 года деревня входила в состав Горностаевской волости Михайловского уезда Рязанской губернии.
До 2004 года село входило в Горностаевский сельский округ.

## Население
| 1859 | 1906 | 1929 | 2007 | 2010 |
| ---- | ---- | ---- | ---- | ---- |
| 271  | ↗373 | ↘333 | ↘7   | ↘1   |